# Sri Lankai Népi Szabadság Szövetség
A Sri Lankai Népi Szabadság Szövetség (rövidítés: SLPFA, szingalézul: ශ්රී ලංකා නිදහස් පොදුජන සන්ධානය, átírása: Śrī Laṃkā Nidahas Podujana Sandhānaya; tamilul: ஶ்ரீ லங்கா பொதுஜன சுதந்திர கூட்டமைப்பு, átírva: Śrī laṅkā Potujaṉa Cutantira Kūṭṭamaippu) egy 2019-ben alakult sri lankai pártszövetség, amit a Sri Lankai Nemzeti Front, Szabadságpárt és több kisebb párt egyesüléséből hoztak létre.

## Története
A pártszövetség 2019. október 31.-én alakult meg, miután Colombóban a Sri Lankai Nemzeti Front és Szabadságpárt mellett az alábbi pártok is összefogtak:
- Ceyloni Munkások Kongresszusa
- Sri Lanka Kommunista Pártja
- Demokratikus Baloldali Front
- Nemzeti Felszabadító Néppárt
- Iliám Népi Demokrata Párt
- Lanka Egyenlő Társadalmi Párt
- Egyesült Népfront
- Nemzeti Kongresszus
- Nemzeti Szabadság Frontja
- Tamil Népi Felszabadító Tigrisek

A pártszövetség a 2019-es sri lankai elnökválasztáson Gotabaja Radzsapaksza jelöltségét támogatta.

## Ideológia
A pártszövetség egy nagy gyűjtőpártként funkcionál. Alapvetően baloldali a párt, de tagjai közt vannak szingaléz és tamil nacionalisták is. A Ceyloni Munkások Kongresszusa elsősorban az indiai tamil munkásokat képviseli, akik az ültetvényeken dolgoznak. A Kommunista Párt pedig a kommunizmus mellett a marxista-leninsta ideológiát képviseli. Az Iliám Népi Demokrata Párt elsősorban a tamilok érdekképviseletével foglalkozik. Lanka Egyenlő Társadalmi Párt kommunista, marxista-leninsta nézeteket vall, a Sri Lankai függetlenségi mozgalom egyik legfőbb pártja volt. A Nemzeti Szabadság Frontja szélsőbaloldali irányzatú és szingaléz nacionalista nézeket vall. A Tamil Népi Felszabadító Tigrisek  a Tamil Ilam Felszabadító Tigrisei militáns terrorszervezetből alakult meg 2004-ben. A pártra az ország tamilok lakta részén szavaztak.